# Chaffois
Chaffois ist eine französische Gemeinde mit 1.032 Einwohnern (Stand: 1. Januar 2022) im Département Doubs in der Region Bourgogne-Franche-Comté.

## Geographie
Chaffois liegt auf 841 m über dem Meeresspiegel, etwa sieben Kilometer westlich der Stadt Pontarlier (Luftlinie). Das Dorf erstreckt sich im Jura, am nördlichen Rand des weiten Hochplateaus von Arlier (Pontarlier-Frasne), am Fuß der Anhöhe Côte du Fol, nördlich des Drugeon. 
Die Fläche des 16,25 km² großen Gemeindegebiets umfasst einen Abschnitt des französischen Juras. Das ganze Gebiet wird vom Hochplateau von Arlier eingenommen, das durchschnittlich auf 840 m liegt. Es ist überwiegend von Wiesland bedeckt, zeigt aber im Nordwesten auch einige Waldgebiete und im Bereich des Drugeon verschiedene Moorflächen, in denen früher Torf gestochen wurde. Die südliche Grenze verläuft entlang dem Drugeon, der einst durch die Moorfläche mäandrierte, heute jedoch kanalisiert ist und das Gebiet nach Nordosten zum Doubs entwässert. Der gesamte nördliche Gemeindeteil besitzt keine oberirdischen Fließgewässer, weil das Niederschlagswasser im verkarsteten Untergrund versickert. Auf dem Plateau nordwestlich von Chaffois befindet sich das Trou de Jardelle. Nördlich an das Dorf schließt die Anhöhe der Côte du Fol an. Hier wird mit 906 m die höchste Erhebung von Chaffois erreicht.
Nachbargemeinden von Chaffois sind Chapelle-d’Huin und Val-d’Usiers im Norden, Houtaud im Osten, Granges-Narboz und Sainte-Colombe im Süden sowie Bannans im Westen.

## Geschichte
Verschiedene Funde, unter anderem mehrere Tumuli, weisen darauf hin, dass das Gemeindegebiet von Chaffois bereits in vorgeschichtlicher Zeit besiedelt war. Bei Ausgrabungen wurden Gegenstände aus der Bronzezeit und der Eisenzeit zutage gefördert.

## Bevölkerung
| Jahr                       | 1962 | 1968 | 1975 | 1982 | 1990 | 1999 | 2016 |
| Einwohner                  | 416  | 383  | 426  | 569  | 699  | 710  | 974  |
| Quellen: Cassini und INSEE |      |      |      |      |      |      |      |

Mit 1032 Einwohnern (1. Januar 2022) gehört Chaffois zu den kleinen Gemeinden des Départements Doubs. Nachdem die Einwohnerzahl in der ersten Hälfte des 20. Jahrhunderts abgenommen hatte (1911 wurden noch 503 Personen gezählt), wurde seit Beginn der 1970er Jahre wieder ein markantes Bevölkerungswachstum verzeichnet.

## Sehenswürdigkeiten
Die Pfarrkirche Notre-Dame de l’Assomption wurde bereits im Jahr 1217 erbaut. Aus der Zeit nach dem Ersten Weltkrieg stammt die Kapelle auf dem Hügel nahe beim Dorf. 

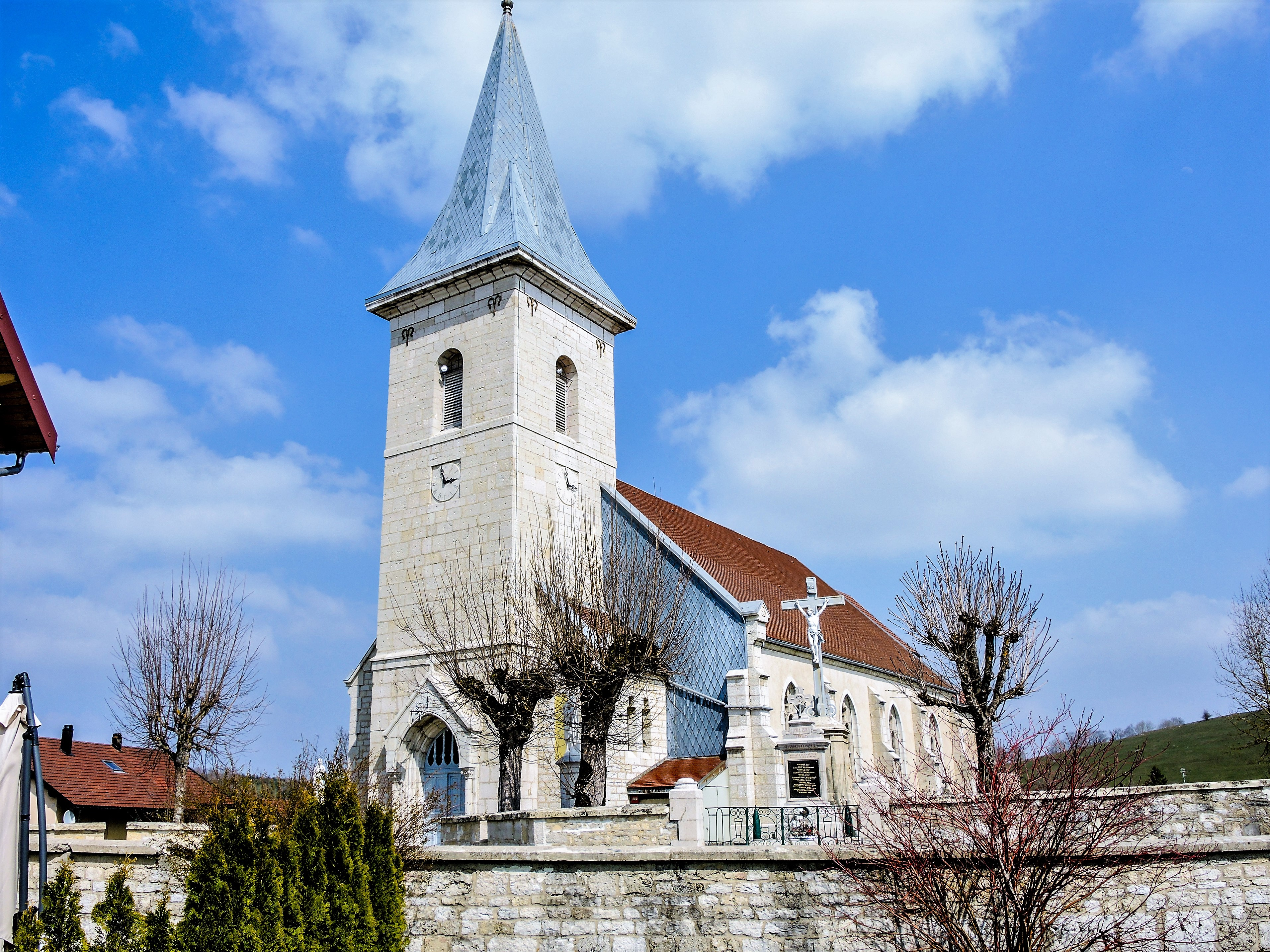
Kirche Notre-Dame de l’Assomption

## Wirtschaft und Infrastruktur
Chaffois war bis weit ins 20. Jahrhundert hinein ein vorwiegend durch die Landwirtschaft, insbesondere Milchwirtschaft und Viehzucht geprägtes Dorf. Daneben gibt es heute einige Betriebe des lokalen Kleingewerbes, unter anderem in der Holzverarbeitung und im Einzelhandel. Mittlerweile hat sich das Dorf auch zu einer Wohngemeinde gewandelt. Viele Erwerbstätige sind Wegpendler, die in den größeren Ortschaften der Umgebung, hauptsächlich in Pontarlier ihrer Arbeit nachgehen.
Die Ortschaft ist verkehrstechnisch gut erschlossen. Sie liegt an der Hauptstraße D471, die von Pontarlier nach Champagnole führt. Hier befindet sich die Abzweigung der D72 nach Salins-les-Bains. Eine weitere Straßenverbindung besteht mit Sombacour.